# San Elizario
San Elizario is een plaats (census-designated place) in de Amerikaanse staat Texas, en valt bestuurlijk gezien onder El Paso County.

## Demografie
Bij de volkstelling in 2000 werd het aantal inwoners vastgesteld op 11.046.

## Geografie
Volgens het United States Census Bureau beslaat de plaats een oppervlakte van
25,7 km², geheel bestaande uit land. San Elizario ligt op ongeveer 1110 m boven zeeniveau.

## Plaatsen in de nabije omgeving
De onderstaande figuur toont nabijgelegen plaatsen in een straal van 16 km rond San Elizario.